# انجمن مطبوعات خارجی هالیوود
انجمن مطبوعات خارجی هالیوود (به انگلیسی: Hollywood Foreign Press Association) (به اختصار HFPA)، یک سازمان از مجموع روزنامه نگاران و عکاسان و کارگردان‌های نقد فیلم آمریکایی است. این انجمن، مسئولیت برگزاری جوایز سینمایی گلدن گلوب را بر عهده دارد.